# Capurodendron costatum
Capurodendron costatum är en tvåhjärtbladig växtart som beskrevs av Aubrev. Capurodendron costatum ingår i släktet Capurodendron och familjen Sapotaceae. Inga underarter finns listade i Catalogue of Life.